# Breznița, Blagoevgrad
Breznița (în bulgară Брезница) este un sat situat în partea de sud-vest a Bulgariei, în Regiunea Blagoevgrad, la poalele munților Pirin. Aparține administrativ de comuna Goțe Delcev. La recensământul din 2011 avea o populație de 3.379 locuitori. Atestat documentar pentru prima oară într-un registru otoman din secolul al XV-lea (1464-1465).

## Demografie
Componența etnică a satului Breznița
     Bulgari (11,06%)
     Turci (76,5%)
     Nicio identificare (12,42%)
     Romi (0%)
La recensământul din 2011, populația satului Breznița era de 3.379 locuitori. Din punct de vedere etnic, majoritatea locuitorilor (76,5%) erau turci, cu o minoritate de bulgari (11,06%). Pentru 12,42% din locuitori nu este cunoscută apartenența etnică.